# Влодовиці (гміна)
Гміна Влодовіце (пол. Gmina Włodowice) — місько-сільська гміна у південній Польщі. Належить до Заверцянського повіту Сілезького воєводства.
Станом на 31 грудня 2011 у гміні проживало 5281 особа.

## Територія
Згідно з даними за 2007 рік площа гміни становила 76.29 км², у тому числі:
- орні землі: 57.00%
- ліси: 32.00%

Таким чином, площа гміни становить 7.60% площі повіту.

## Населення
Станом на 31 грудня 2011:
| Опис     | Загалом | Загалом | Чоловіки | Чоловіки | Жінки | Жінки |
| -------- | ------- | ------- | -------- | -------- | ----- | ----- |
| одиниця  | осіб    | %       | осіб     | %        | осіб  | %     |
| все      | 5281    | 100     | 2596     | 49.16    | 2685  | 50.84 |
| міське   | 0       | 100     | 0        |          | 0     |       |
| сільське | 5281    | 100     | 2596     | 49.16    | 2685  | 50.84 |

## Сусідні гміни
Гміна Влодовіце межує з такими гмінами: Жарки, Заверці, Крочиці, Мишкув, Неґова.